# فرد مارتن (منافس ألعاب قوى)
فرد مارتن (بالإنجليزية: Fred Martin) هو منافس ألعاب قوى أسترالي، ولد في 4 أكتوبر 1966.

## وصلات خارجية
- فرد مارتن على موقع الاتحاد الدولي لألعاب القوى (الإنجليزية)
- فرد مارتن على موقع النتائج التاريخية لألعاب القوى الأسترالية (الإنجليزية)
- فرد مارتن على موقع أوليمبيديا (الإنجليزية)
- فرد مارتن على موقع اللجنة الأولمبية الأسترالية (الإنجليزية)